# Poslon
Poslon (en serbe cyrillique : Послон) est un village de Serbie situé dans la municipalité de Ražanj, district de Nišava. Au recensement de 2011, il comptait 186 habitants.

## Démographie
| 1948 | 1953 | 1961 | 1971 | 1981 | 1991 | 2002 | 2011 |
| ---- | ---- | ---- | ---- | ---- | ---- | ---- | ---- |
| 667  | 668  | 625  | 513  | 383  | 320  | 264  | 186  |

|  |

## Personnalité
Le flûtiste Sava Jeremić (1904-1989) est né à Poslon ; la maison qui lui appartenait dans le village est aujourd'hui classée,.

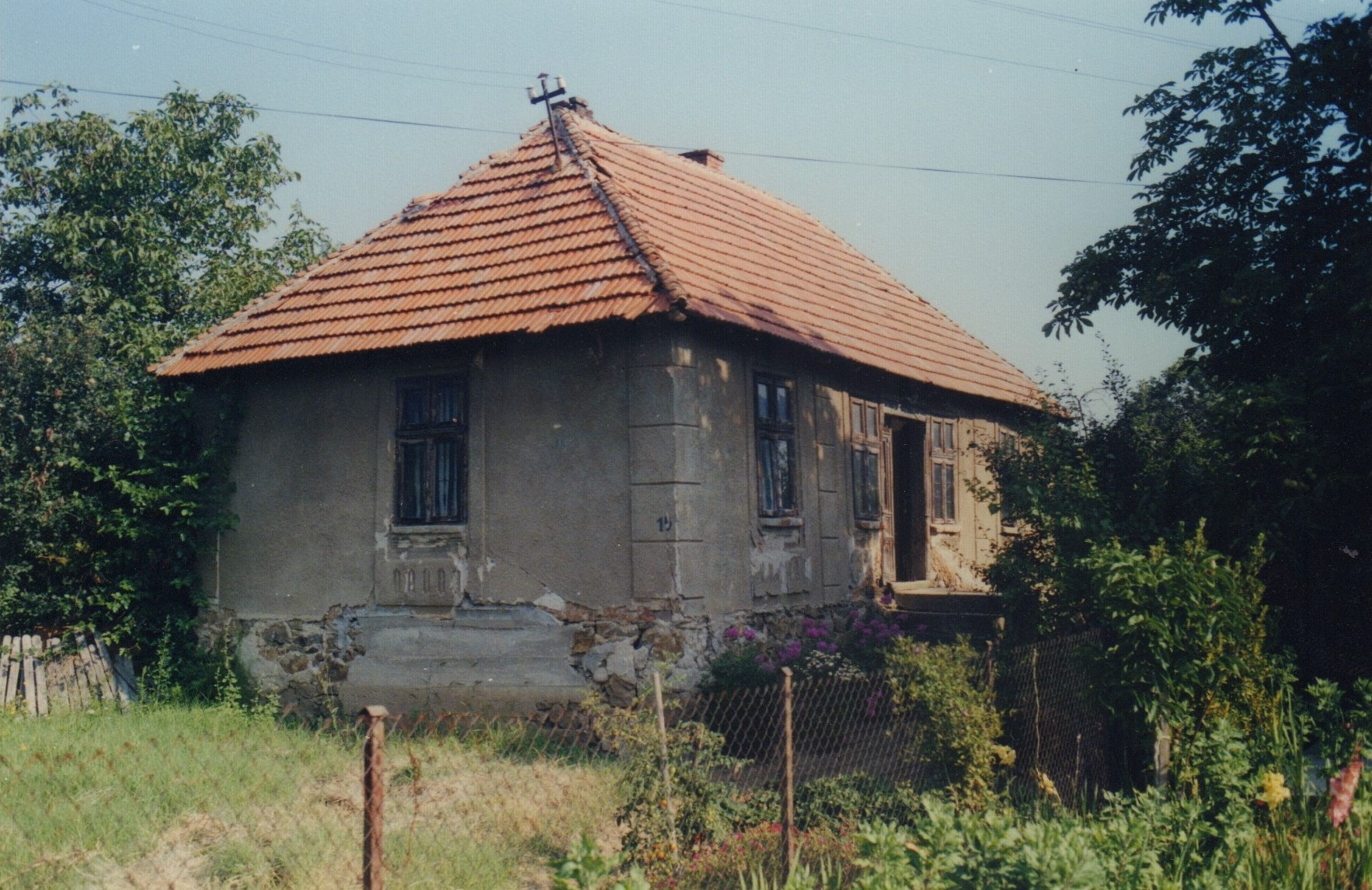
La maison de Sava Jeremić à Poslon.